# Oreophryne anulata
Oreophryne anulata é uma espécie de anfíbio da família Microhylidae.
É endémica das Filipinas.
Os seus habitats naturais são: florestas subtropicais ou tropicais húmidas de baixa altitude, regiões subtropicais ou tropicais húmidas de alta altitude, matagal húmido tropical ou subtropical, lagos de água doce, lagos intermitentes de água doce e marismas de água doce.
Está ameaçada por perda de habitat.